# Абатство Ахел
Абатство Ахел (на нидерландски: Abdij van Achel, официално наименование „Sint-Benedictusabdij De Achelse Kluis“, съкратено „Achelse Kluis“) е трапистко абатство в гр.Хамонт-Ахел, окръг Маасейк, провинция Лимбург, Североизточна Белгия, на границата с Нидерландия. Абатството е част от Ордена на цистерцианците на строгото спазване.

## История
Първата монашеска общност в Ахел датира от 1656 г. Впоследствие абатството е разрушено. Монасите на „Свети Бенедикт“ се установяват в Ахел през 1846 г. когато е закупена земята, върху която впоследствие са построени манастирските и стопански сгради.
По време на Първата световна война (1914 – 1918), абатството е подложено на обстрел от германските войски.  Германците конфискуват оборудването и медните съоръжения на абатската пивоварна, те са демонтирани и транспортирани до Vivegnis в провинция Лиеж. След края на войната абатството подава молба за репариране на претърпените вреди с цел възстановяване на манастирските сгради и пивоварната. Разглеждането на искането се проточва до 1925 г., като в крайна сметка абатството не успява да получи обезщетение.
Днес абатството е действащ католически манастир, член на Ордена на цистерцианците на строгото спазване (Ordo Cisterciensis Strictioris Observantiae).
Неправомерната търговска експлоатация на наименованието „трапист“ принуждава през 1997 г. осем трапистки абатства – шест от Белгия (Orval, Chimay, Westvleteren, Rochefort, Westmalle и Achel), едно от Холандия (Koningshoeven – Tilburg) и едно от Германия (Mariawald), да основат „Международната трапистка асоциация“ (ITA), която защитава интересите на автентичното трапистко производство и гарантира качеството и уникалността му чрез присъждане на логото „Автентичен трапистки продукт“.

## Бира Ахел
Днес абатството е известно с прочутата си трапистка бира. С Кралски указ № 1 от 12 юли 1850 г., белгийският крал Леополд I разрешава да се изгради пивоварна в абатството за производство на бира изключително за нуждите на монашеската общност. Пивоварната е изградена през 1850 г. Първата бира е сварена през 1852 година. Пиваварната е била свързана чрез подземни тръби с близката река Tongelreep. Първоначално произвежданата бира е наречена „T Patersvatje“. Първият пивовар в абатството според запазени митнически документи се нарича Ceusters. След него главен пивовар става Wouters Vessem, наследен от Gerard Slegers до 1912 г. 
Производството на бира е преустановено през 1914 г. котаго германците демонтират медните казани и съоръжения на пивоварната. Отитите производството да бъде възстановено след първата световна война са безуспешни. През последващите десетилетия абатството предоставя правата за варене на бира на различни белгийски пивоварни. Първоначално това е пивоварната „De Kluis de Hoegaarden“, която през 1976 г. започва да произвежда „Trappistenbier De Achelse Kluis“, преименувана впоследствие на „Sint Benedict – trappisten abdij“. Когато пивоварната на „De Kluis de Hoegaarden“ изгаря при пожар през 1985 г., производството е поето от пивоварната „Sterkens Meer“, която произвежда абатската бира под името „Kluyserbier Achel“ от 1985 до 1991 г., а впоследствие и от пивоварната „Teut à Neerpelt“ през периода 1991 – 1995 г.
Пивоварната е възстановена през септември 1998 г. с помощта на брат Тома, пивовар от абатството Westmalle и брат Антъни, бивш пивовар на Rochefort, които разработват първите бири с марката Achel – две светли и една тъмна, с алкохолно съдържание от 4,0 до 6,0 %.
Производството започва през 1999 г. с три бири: Achel Blonde 4, Achel Bruin 5 и Achel Blonde 6. През 2001 г. започва производството на Achel Blonde 8, като се преустановява варенето на Achel Blonde 4 и Achel Blonde 6, заменени от новата Achel Blonde 5. През 2002 асортимента се разширява с Achel Bruin 8 и Achel Extra (Drie Wijzen).
Пивоварната, след различни промени в асортимента, произвежда няколко марки бира. Годишното производство (по данни за 2010 г.) възлиза на 4500 хектолитра бира.
Търговската гама от бири „Achel“ включва четири разновидности на класическата трапистка бира:
- Achel Blonde 8 ° – силна светла бира с алкохолно съдържание 8,0 %. Отличава се със светлооранжев цвят, плътност и комплексен плодов вкус и аромат, с нотки на портокал, праскова, круша, малц и хляб.
- Achel Bruin 8 ° – силна тъмна бира с алкохолно съдържание 8,0 %. Отличава се с рубинено-кафяв цвят, плътност и аромат на малц, кафява захар, ябълки и стафиди.
- Achel Extra Blonde – силна светла бира с алкохолно съдържание 9,5 %, бутилирана в 750 мл бутилки. „Achel Екстра Blonde“ се продава само в абатството.
- Achel Extra Brune – силна тъмна бира с алкохолно съдържание 9,5 %, бутилирана в 750 мл. бутилки, в производство от 2 май 2002 г. Отличава се с червено-кафяв цвят, плътност сладост, с аромат на кристална захар и малц и алкохол.

Освен тях пивоварната произвежда две бири с по-ниско алкохолно съдържание, предназначени за собствени нужди на абатството и достъпни само в бирарията в абатството (т.нар. Paterbier):
- Achel Blonde 5 ° – светла бира с алкохолно съдържание 5,0 %.
- Achel Bruin 5 ° – тъмна бира с алкохолно съдържание 5,0 %.